# Bukov Vrh (Słowenia)
Bukov Vrh – wieś w Słowenii, w gminie Gorenja vas-Poljane. W 2018 roku liczyła 97 mieszkańców.